# Tójó Mijatake

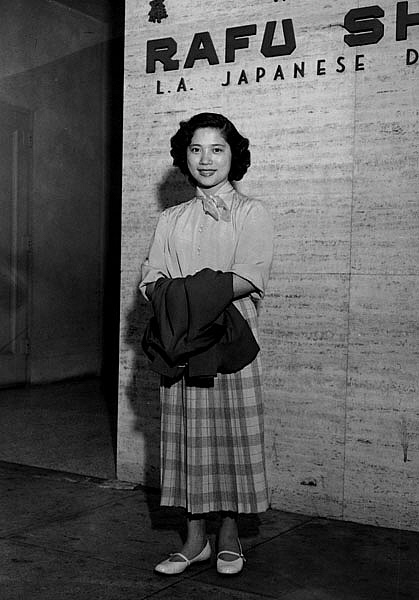
Herečka a zpěvačka Chiemi Eri před kanceláří Rafu Shimpo v Little Tokyo, Los Angeles, Kalifornie. Eri je oblečená ve světlé blůze, kostkované sukni a bílých kalhotách a před „Rafu Shimpo, L. A. Japanese Daily News“, drží sako přes složené paže. 1953

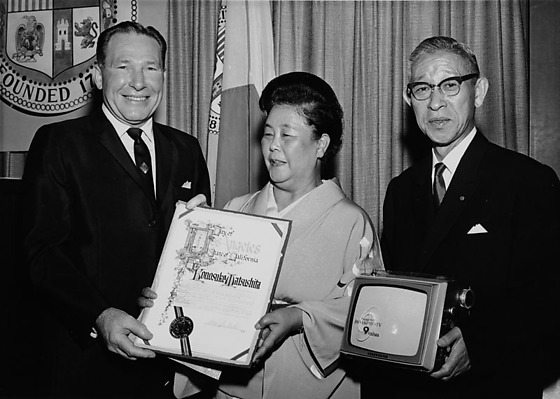
Starosta Los Angeles Sam Yorty předává certifikát Matsushita Day manželům Kónosuke Macušitovým na radnici v Los Angeles. Pan Kónosuke drží devítipalcový televizor Panasonic, dárek od Los Angeles. 15. července 1963.

Tójó Mijatake (宮武東洋, Mijatake Tójó; 1895 – 22. února 1979) byl japonsko-americký fotograf, nejlznámější svými fotografiemi dokumentujícími japonský lid a japonsko-americkou internaci v Manzanaru během druhé světové války.

## Životopis
Mijatake se narodil v Kagawě v Šikoku v Japonsku v roce 1895. V roce 1909 emigroval do Spojených států za svým otcem. Usadil se v části Little Tokyo v Los Angeles v Kalifornii. 
Se zájmem o umění — zejména fotografii, kterou studoval u Harryho K. Šigety — se Mijatake začal stýkat s místní uměleckou komunitou. V roce 1923 koupil svůj fotoateliér. Mijatake povzbuzoval svého kolegu fotografa Edwarda Westona, aby svou práci vystavil, a Mijatake je považován za toho, kdo Westonovi poskytl první výstavu v galerii.
Před druhou světovou válkou získala Mijatakeova fotografie ocenění včetně londýnské mezinárodní fotografické výstavy v roce 1926, když fotografoval různé osobnosti.

### Manzanar
S vypuknutím americké účasti ve druhé světové válce po útoku na Pearl Harbor byl Mijatake uvězněn v internačním táboře Manzanar v údolí Owens, spolu se svou ženou a čtyřmi dětmi, v rámci internace japonských Američanů během války. Do tábora propašoval objektiv fotoaparátu a nechal si vyrobit tělo fotoaparátu ze dřeva, zatímco spojenec mu zvenčí pašoval filmy a vyvolávací potřeby, aby mohl pořizovat a zvětšovat fotografie z tábora. Pomocí tohoto vybavení tajně pořizoval fotografie tábora, přičemž pracoval především časně ráno před příchodem většiny lidí nebo v době jídla, aby ho vojenská policie neviděla fotografovat. Ačkoli zpočátku začal fotografovat tajně, oslovil ředitele projektu Manzanar Ralpha Merritta, aby ho požádal, aby sloužil jako oficiální táborový fotograf. To by mu umožnilo fotografovat na památku svateb a jiných oficiálních účelů a fotografovat japonské dobrovolníky, kteří chtěli fotografie pro své rodiny, než odejdou na vojenskou službu. Merritt s tím souhlasil, ale protože v té době vězni neměli povoleny fotoaparáty, byla učiněna podmínka, že Mijatake mohl nastavit fotoaparát a komponovat fotografii, ale skutečné spuštění závěrky musí provést běloch. Tato podmínka byla nakonec zrušena a osm měsíců po příjezdu do tábora byl Mijatakemu vydán průkaz totožnosti oficiálního fotografa koncentračního tábora, který mu umožňoval libovolně fotografovat, a posílat pro své fotografické vybavení z jeho (uzavřeného) ateliéru v Los. Angeles. V táboře si založil studio jako součást internovaného spotřebního družstva Manzanar.
V Manzanaru se Mijatake setkal a začal dlouhodobou spolupráci s Anselem Adamsem, který tábor navštívil a fotografoval v roce 1943. Po válce vystavili své fotografie na společné výstavě a vydali knihu Dva pohledy na Manzanar obsahující jeho i Adamsovy fotografie tábora.
Ze tří hlavních fotografů, kteří tábory dokumentovali, Adamse, Mijatake a Dorothey Langeové, práce každého z nich ukazovala poněkud jiné aspekty táborů. Mijatakeova práce je popisována tak, že ukazuje „intimitu táborového života nepřítomnou na snímcích, které pořídili Adams a Langeová“.

### Poválečné období
Po válce se rodina vrátila do Los Angeles, kde byl jejich domov během uvěznění svěřen některým z jejich bílých přátel. Na rozdíl od mnoha rodin, které ztratily své domovy, Mijatakovi byli schopni obnovit svůj život a poskytnout útočiště několika méně šťastným uvězněným a jejich rodinám. V poválečném Malém Tokiu si mnoho obyvatel nemohlo dovolit Mijatakeho služby a někteří se místo toho rozhodli pro výměnu zboží, aby mohl fotografovat svatby a portréty. S jeho manželkou Hiro, která vedla kancelář, mu jednou vyjednala služby pro piano Steinway a jindy zase vrh pudlíků. 
Po smrti své manželky Hiro v roce 1971 se Mijatake přestěhoval ze svého domova na Third Street ve východním Los Angeles, aby žil v sousedním Monterey Park se svou dcerou a její rodinou.
Během tohoto období zůstal aktivní ve studiu. Brzy ráno bylo vidět Mijatakeho, jak chodí poblíž základní školy Monterey Highlands a cvičí. Poslední snímek, který zachytil na film, byl pořízen v tomto parku. Film byl objeven a zpracován až po jeho smrti. 
Před svou smrtí v roce 1979 Mijatake a Ansel Adams vytvořili knihu Dva pohledy na Manzanar, kompilaci jejich fotografií během uvěznění.
Mijatakeho zpopelněné ostatky jsou pohřbeny na Evergreen Cemetery v Boyle Heights; část jeho ostatků je uložena v buddhistickém chrámu Koyasan v Malém Tokiu. 

## Osobní život
Jedním z Mijatakeho ceněných věcí byl jeho bílý Ford Thunderbird z roku 1957, který nyní patří jeho nejmladšímu vnukovi Marku Takahašimu. 
Mijatake byl v Malém Tokiu snadno rozpoznatelný, měl na sobě svůj typický černý baret a motýlka. 

### Děti a vnoučata
Všechny Mijatakeho děti se věnovaly fotografování a rodinné firmě. Archie, nejstarší syn, vedl rodinné studio po Tójóově smrti v roce 1979. Robert Mijatake pracoval ve studiu a později si otevřel vlastní laboratoř pro barevnou fotografii v South Pasadena v Kalifornii. Richard (Tabo) pracoval také v rodinném ateliéru a odešel pracovat do fotografické produkce. Nejmladší dítě a jediná dcera, Minnie, také pracovala ve studiu, kde vykonávala administrativní a obchodní povinnosti a v současné době (2010) slouží ve správní radě v buddhistickém chrámu Koyasan, kde jsou uloženy ostatky jejího otce. Vnuk Mijatake pokračuje v rodinné firmě dodnes (2010).

### Studio Tojo Mijatake
Studio Tojo Mijatake se v roce 1985 přestěhovalo do San Gabriel v Kalifornii, kde působí dodnes (2023). Studio nyní řídí vnuk Alan Mijatake.

## V kultuře
V televizním filmu Farewell to Manzanar, Pat Morita vylíčil Zenahiro, postavu založenou na fotografu Mijatakovi. 

## Dědictví
V roce 2001 režíroval Robert A. Nakamura film Tojo Mijatake: Infinite Shades of Grey, dokumentující fotografův život a dílo. Kevin Thomas charakterizoval tento film v Los Angeles Times jako „výmluvný, hluboce dojemný Tojo Mijatake: Infinite Shades of Grey“.
V roce 2009 vyšel film Tojo's Camera dokumentující internaci japonských Američanů během 2. světové války perspektivou snímků fotografa. Vypráví herec George Takei, hudba Kitaró.
Jeho fotografie Michio Ito z roku 1929 se objevila na obálce průvodce galerií Whitney Museum's Spring 2016.

## Publikace
- ADAMS, Ansel; MIJATAKE, Tójó. Two Views of Manzanar. Los Angeles: Frederick S. Wight Art Gallery, UCLA, 1978. OCLC 4429585
- (japonsky) Šašinka Mijatake Tójó no sekai: Renzu ga toraeta ningen no kiroku: 50-nen no ničibei-kórjú-ši (写真家宮武東洋の世界：レンズがとらえた人間の記録：50年の日米交流史). Tokyo: Bungeišunžú, 1980.
- (japonsky) Mijatake Tójó no šašin: 1923–1979 (宮武東洋の写真：1923～1979). Tokio: Bungeišunžú, 1984.